# Radymno (Landgemeinde)
Die Gmina wiejska Radymno ist eine Landgemeinde im Powiat Jarosławski der Woiwodschaft Karpatenvorland in Polen. Sitz der Gemeinde ist die Stadt Radymno, die jedoch der Gmina nicht angehört. Die Gmina hat eine Fläche von 182,2 km² und 11.394 Einwohner (Stand 31. Dezember 2020).

## Verwaltungsgeschichte
Von 1975 bis 1998 gehörte die Landgemeinde zur Woiwodschaft Przemyśl.

### Gmina Skołoszów
Von 1973 bis 1974 hieß die Landgemeinde Gmina Skołoszów und hatte ihren Sitz im Dorf Skołoszów.

## Gliederung
Zur Landgemeinde Radymno gehören folgende 19 Ortschaften mit einem Schulzenamt (sołectwo):
Budzyń
Chałupki-Chotynieckie
Chotyniec
Duńkowice
Grabowiec
Korczowa
Łazy
Michałówka
Młyny
Nienowice
Ostrów
Piaski
Skołoszów
Sośnica
Sośnica-Brzeg
Święte
Zaleska Wola
Zabłotce
Zamojsce
Drei weitere Siedlungen sind: Łapajówka, Moszczany und Zadąbrowie.

## Baudenkmale

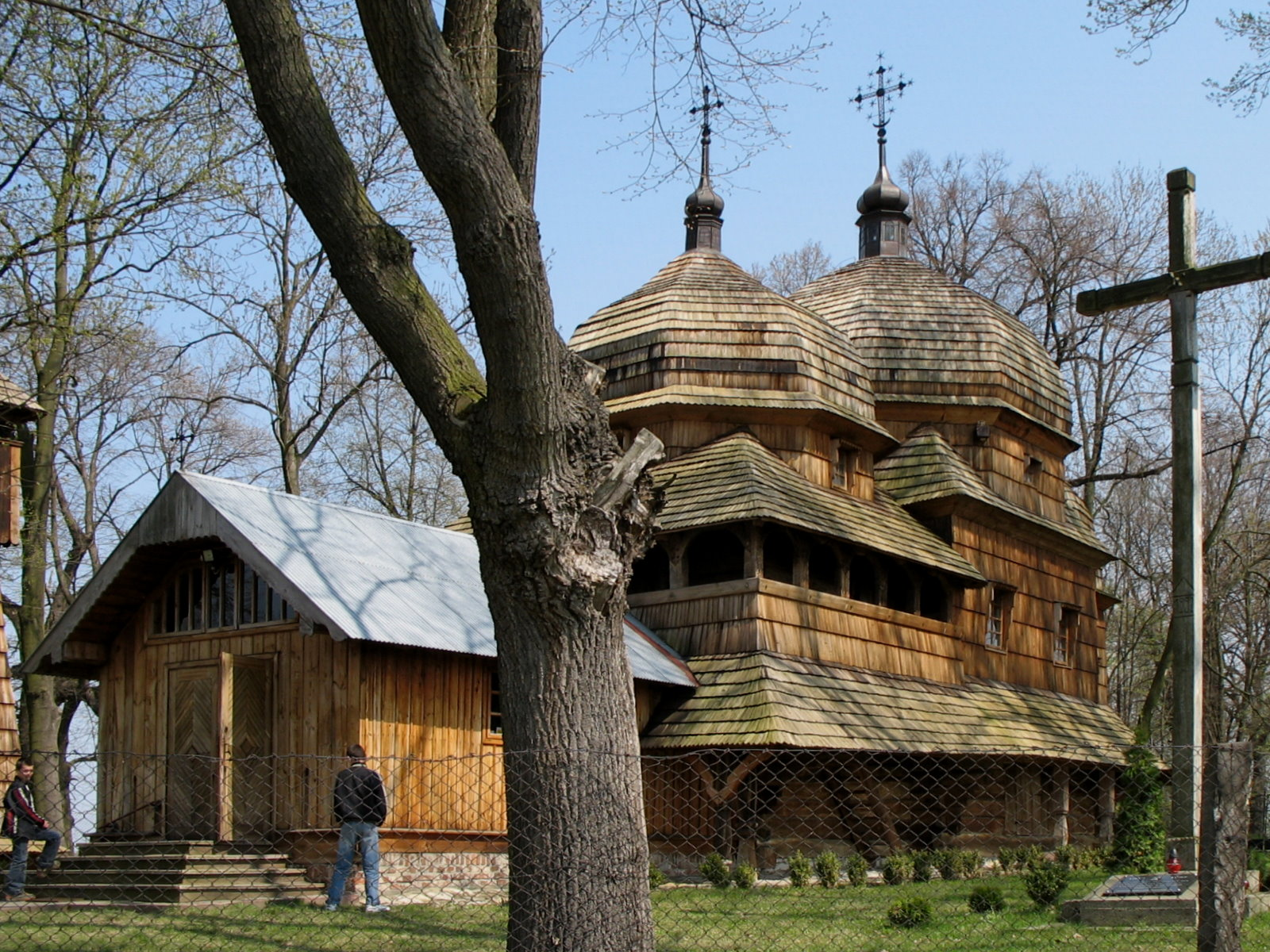
Griechisch-katholische Kirche in Chotyniec
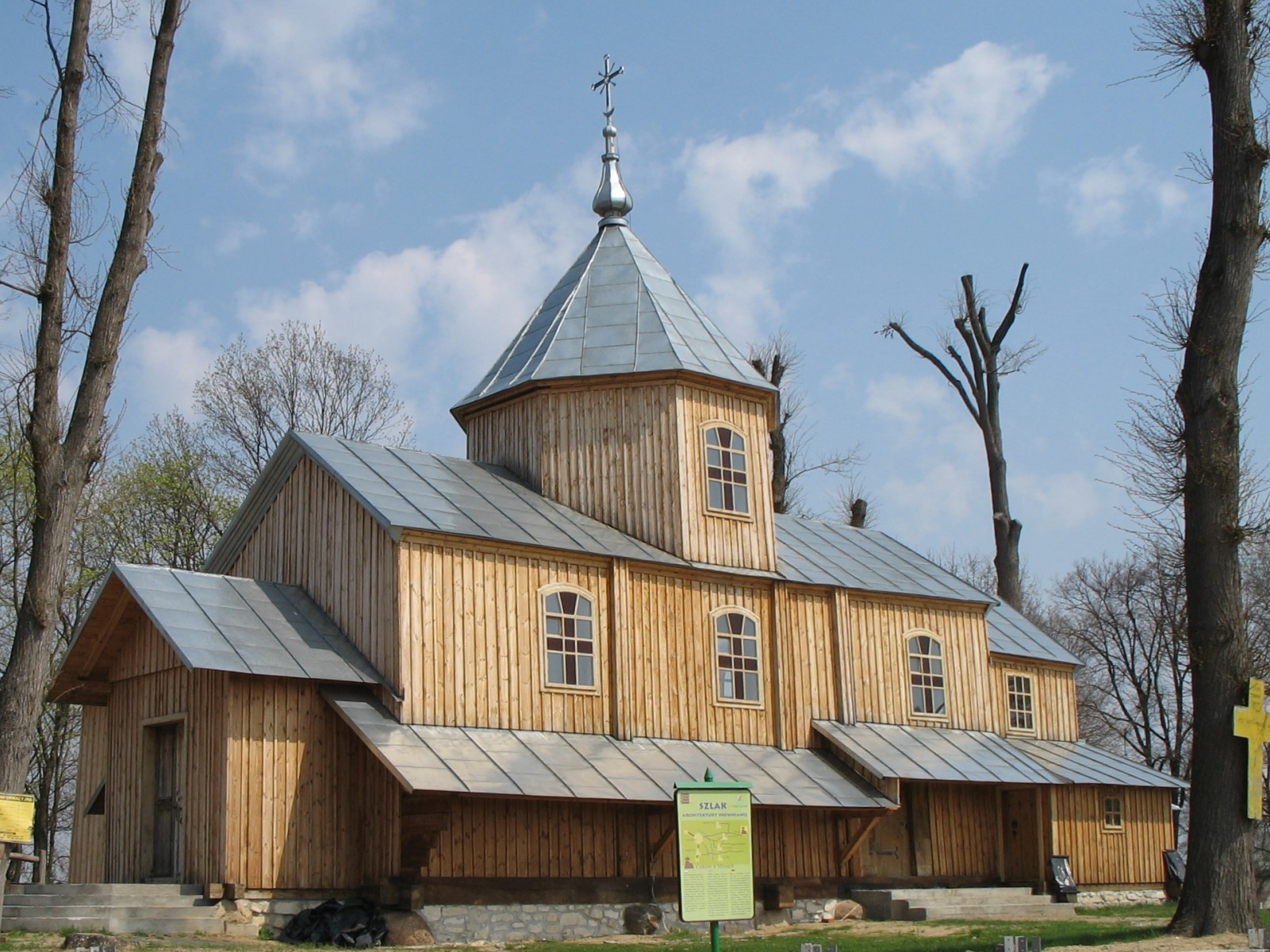
Griechisch-katholische Kirche in Młyny.

Bilder der Baudenkmale
- Griechisch-katholische Kirche in Chotyniec
- Griechisch-katholische Kirche in Młyny